# Алтайская металлогеническая провинция
Алта́йская металлогени́ческая прови́нция — совокупность рудных месторождений, развитых в пределах Алтайской горной системы. Включает рудные пояса, протянувшиеся с юго-востока на северо-запад: из них — Горноалтайский редкометалльный (W, MO), полиметальный Рудного и Южного Алтая (W, Mo, Zn, Ta, Nh и др.), редкометалльный Калбы и Нарыма, редкометалльный Дегелена и Кандыгатая, золоторудный пояс Западной Калбы и медно-золоторудный Чингизтау — полностью или частично находятся на территории Казахстана. Рудные пояса располагаются вдоль крупных тектонических нарушений. Закономерности поясного расположения алтайских руд открыли К. И. Сатпаев, И. Ф. Григорьев, В. П. Нехорошев, А. Кайынов, Ж. Айталиев, Г. Н. Щерба и др.